# Landkreis Meißen (1996–2008)
Der Landkreis Meißen (bis 28. Februar 1997 Landkreis Meißen-Radebeul) war ein Landkreis im sächsischen Regierungsbezirk Dresden. Er wurde am 1. Januar 1996 gebildet und bestand bis zum 31. Juli 2008. Zum 1. August 2008 ging das Kreisgebiet in einem gleichnamigen neuen Landkreis auf. Der Landkreis Meißen umfasste vor seiner Auflösung 15 Gemeinden, in denen etwa 150.000 Einwohner lebten.

## Geografie
Die Nachbarkreise des Landkreises Meißen waren im Norden der Landkreis Riesa-Großenhain, im Osten der Landkreis Kamenz, im Südosten die kreisfreie Stadt Dresden, im Süden die Landkreise Weißeritzkreis und Freiberg und im Westen die Landkreise Mittweida und Döbeln.

## Geschichte
1334 wurde der untere Verwaltungsdistrikt der Markgrafschaft Meißen, das Amt Meißen, zum ersten Mal urkundlich genannt. Es erstreckte sich von Mohorn im Süden bis nach Riesa im Norden sowie von der Elbe im Osten bis zur Linie Mügeln-Döbeln im Westen.
1835 wurden aus den Ämtern die Amtshauptmannschaften im Königreich Sachsen. Die Amtshauptmannschaft Meißen entstand und existierte mit nur geringen Änderungen fast ein Jahrhundert lang ohne wesentliche territoriale Veränderungen bis 1952. Allerdings erfolgte die reichseinheitliche Umbenennung in Landkreis Meißen 1939.
1952 wurde eine DDR-Gebietsreform durchgeführt. Daraus resultierten Veränderungen des Gebietsstandes: von dem alten Landkreis Meißen gingen Gemeinden an die Kreise Freiberg und Döbeln, insbesondere aber an die neugebildeten Kreise Freital und Dresden-Land. Die verbliebenen Gemeinden des Altkreises wurden zum DDR-Kreis Meißen. Diese Struktur blieb bis zur Kreisreform in Sachsen 1994–1996 erhalten. In der ersten sächsischen Kreisreform nach der Deutschen Wiedervereinigung wurde die Auflösung des „Kragenkreises“ Dresden beschlossen, seine Gemeinden sollten zum 1. August 1994 auf die umliegend neugebildeten Kreise aufgeteilt werden. Vom Innenministerium war ursprünglich der Name „Landkreis Meißen-Dresden“ für die neue Verwaltungseinheit vorgesehen. Auf Grund einer Klage des Landkreises Dresden gegen seine Auflösung konnte die Bildung des neuen Kreises erst durch das 1. Kreisgebietsreformänderungsgesetz vom 6. September 1995 beschlossen werden, sie trat zum 1. Januar 1996 in Kraft. Er bekam den Namen „Landkreis Meißen-Radebeul“. Am 1. März 1997 benannte er sich in „Landkreis Meißen“ um.
Zum 1. August 2008 entstand im Zuge der zweiten sächsischen Kreisgebietsreform der neue Landkreis Meißen aus dem bisherigen Landkreis Meißen und dem Landkreis Riesa-Großenhain. Letzter Landrat des alten Landkreises war Arndt Steinbach (CDU).

## Tourismus
Im Jahr 2000 wurde eine Bettenauslastung von fast 40 Prozent erreicht. Damit lag diese Region an vierter Stelle in Sachsen. Der Anteil des Landkreises am Gesamtvolumen der Region „Sächsisches Elbland“ betrug zirka 37–40 Prozent. Anteil an dieser großen touristischen Anziehungskraft des Kreisgebietes hatten bekannte Bauwerke wie die Albrechtsburg, Schloss Moritzburg, Schloss Wackerbarth, Hoflößnitz, Schloss Nossen, Klosterpark Altzella oder Schloss Heynitz, die sich im Landkreis Meißen befanden.
| Daten 2004                          | Daten 2004 |
| ----------------------------------- | ---------- |
| angebotene Betten:                  | 4617       |
| geöffnete Betriebe:                 | 97         |
| durchschnittliche Auslastung:       | 30 %       |
| durchschnittliche Aufenthaltsdauer: | 3 Tage     |
| Ankünfte:                           | 206.985    |
| Übernachtungen:                     | 560.502    |

## Politik

### Kreistag
Die 62 Sitze im letzten Kreistag verteilten sich nach der Kommunalwahl am 13. Juni 2004 folgendermaßen auf die einzelnen Parteien:
| Partei | Sitze |
| CDU    | 29    |
| LINKE  | 11    |
| SPD    | 7     |
| FDP    | 6     |
| GRÜNE  | 4     |
| NPD    | 3     |
| DSU    | 2     |

### Wappen
Das Landkreiswappen stellte einen auf goldenem Hintergrund aufrecht stehenden, nach heraldisch rechts gewendeten, rot bewehrten schwarzen Löwen mit rot ausschlagender Zunge dar. Es stimmte mit dem Wappen des einstigen Markgrafen von Meißen überein. Die Wahl für dieses Wappen drückte aus, dass der Landkreis Meißen ein Gebiet umfasst, das mit dem historischen Zentrum der früheren Markgrafschaft Meißen gleichbedeutend ist.
Die Blasonierung entspricht derjenigen des Wappens von Flandern. Es wurde in leicht modifizierter Form auch für den Nachfolgekreis übernommen.

## Städte und Gemeinden

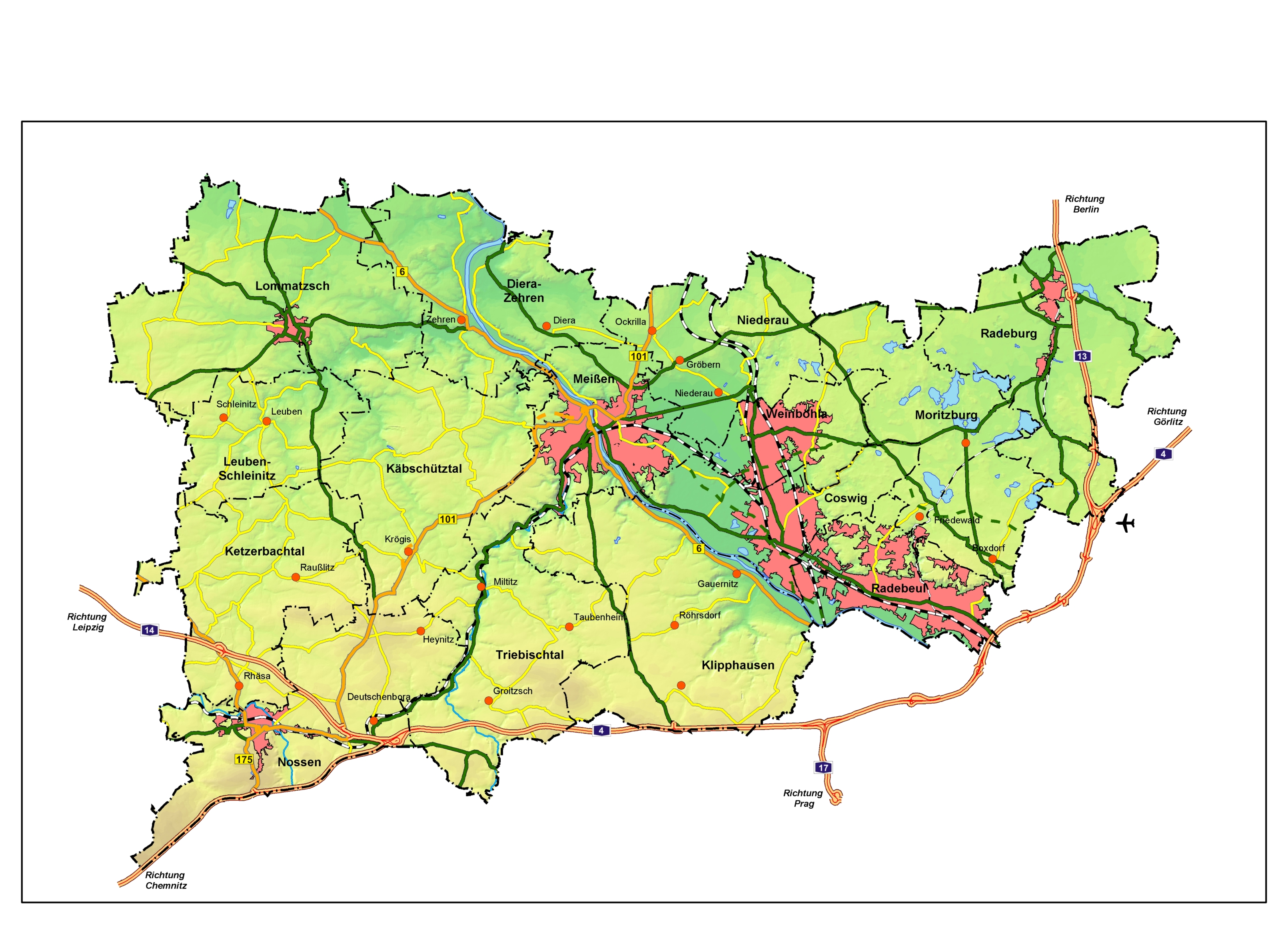
Quelle:Landratsamt Meißen, Kreisentwicklungsamt, 2006

Der Landkreis Meißen setzte sich aus 15 Gemeinden zusammen, von denen sechs das Stadtrecht besaßen. Die Städte Coswig, Meißen und Radebeul trugen dabei die Sonderbezeichnung Große Kreisstadt. Die Gemeinden Leuben-Schleinitz und Ketzerbachtal bildeten eine Verwaltungsgemeinschaft.
Größte Stadt im Landkreis war am 31. Dezember 2007 Radebeul mit 33.300 Einwohnern, gefolgt von der Kreisstadt Meißen mit rund 27.800 Einwohnern und Coswig mit zirka 22.000 Einwohnern. Einwohnerstärkste Gemeinde ohne Stadtrecht war Weinböhla mit etwas über 10.000 Einwohnern, dahinter Moritzburg mit rund 8.000 und Klipphausen mit etwa 6.000 Einwohnern. Kleinste Kommune war Leuben-Schleinitz mit zirka 1.500 Einwohnern.
(Einwohnerzahlen vom 31. Dezember 2007)
| Städte 1. Coswig (22.057) 2. Lommatzsch (5.683) 3. Meißen (27.856) 4. Nossen (7.323) 5. Radebeul (33.300) 6. Radeburg (7.858) Verwaltungsgemeinschaft - Verwaltungsgemeinschaft Ketzerbachtal mit den Mitgliedsgemeinden Ketzerbachtal und Leuben-Schleinitz | Gemeinden 1. Diera-Zehren (3.742) 2. Käbschütztal (2.962) 3. Ketzerbachtal (2.800) 4. Klipphausen (6.146) 5. Leuben-Schleinitz (1.536) 6. Moritzburg (8.165) 7. Niederau (4.120) 8. Triebischtal (4.529) 9. Weinböhla (10.191) |

## Kfz-Kennzeichen
Anfang 1991 erhielt der Landkreis das Unterscheidungszeichen MEI. Es wird durchgängig bis heute ausgegeben.